# Ligne 63 (Infrabel)
La ligne 63 était une ligne ferroviaire belge du réseau de la Société nationale des chemins de fer belges (SNCB). Longue d'environ 32 kilomètres, elle reliait les villes de Thourout et d'Ypres en prolongement de l'ancienne ligne 62 d'Ostende à Thourout.

## Historique

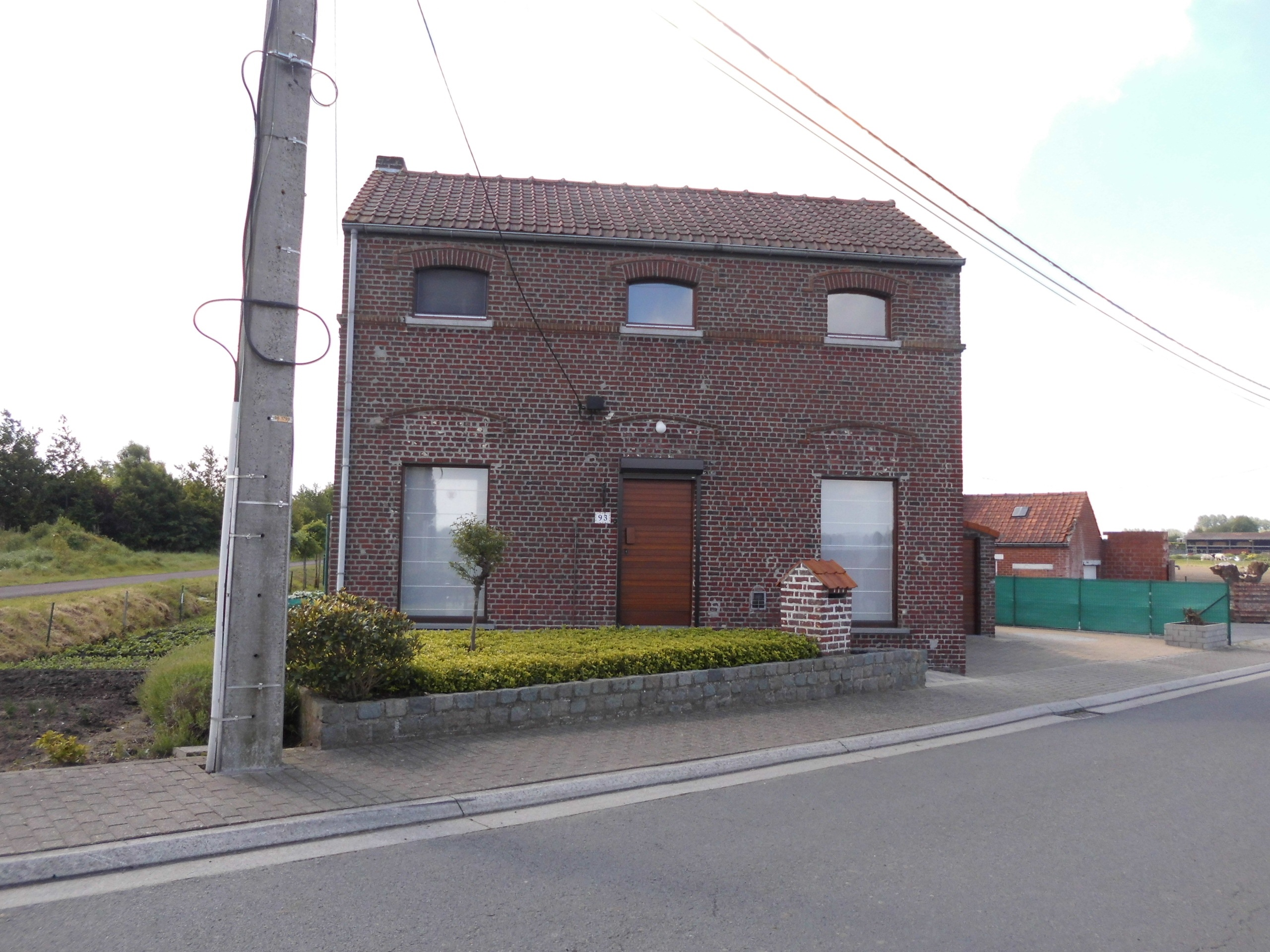
Maison du cheminot près de Kortemark

### Chronologie
La concession a été accordée le 23 mai 1864. Le 15 août 1873 la ligne est mise en service d'Ostende à Thourout. Le trafic voyageurs est fermé entre Thourout et Kortemark en 1949, entre Kortemark et Ypres le 22 mai 1955. La section entre Thourout et Kortemark est démantelée en 1968. En 1985 la section entre Langemark et Ypres est déferrée. La SNCB cesse la desserte de la section Kortemark - Westrozebeke avec l'exception des trains militaires pour Houthulst. La ligne entre Westrozebeke et Langemark est démantelée en 1992. La desserte de la section Kortemark - Westrozebeke cesse complètement le 2 juin 2003, et la ligne est mise hors service. Le reste est déferré en 2005.

### Histoire
La ligne est comprise dans la concession, du 23 mai 1864, d'un chemin de fer d'Ostende à la frontière française vers Armentières, avec embranchement de Warneton à Commines, acquise par Désiré-Joseph Marchal (ingénieur civil), domicilié au 3 de la place des Barricades à Bruxelles, et Louis-François-Joseph Herla (inspecteur des contributions directes, douanes et accises, en disponibilité), domicilié au 52 de la rue de la Limite à Saint-Josse-ten-Noode. La Compagnie du chemin de fer d'Ostende à Armentières, société anonyme qu'ils ont créé pour reprendre la concession, est autorisée le 7 juillet 1864.

## Infrastructure

### Ligne

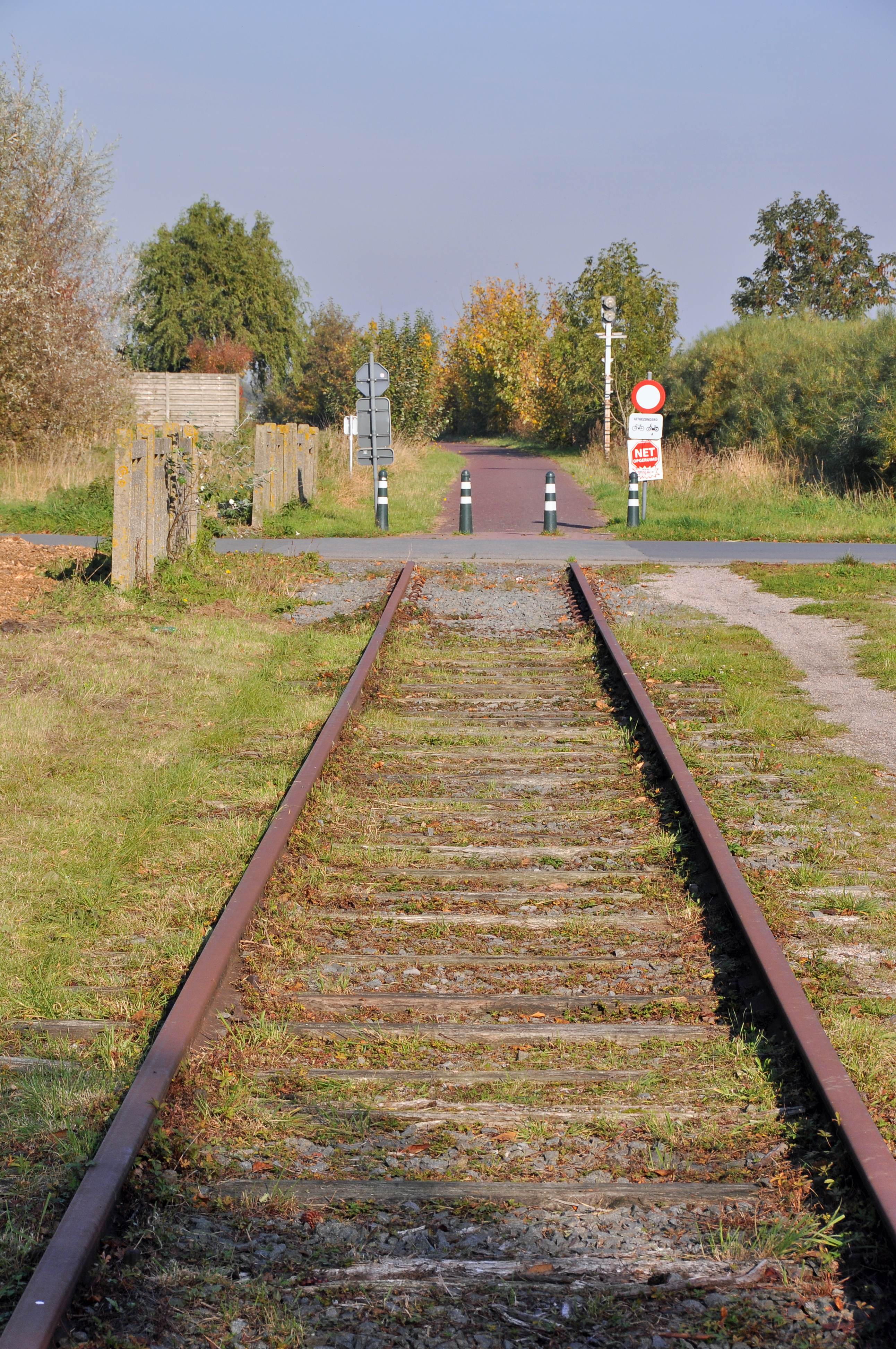
Section de voie maintenue comme souvenir à Staden et piste cyclable sur l'ancienne voie.

La ligne est à voie unique pendant toute son existence.
Une piste cyclable et piétonne est installée sur la section Westrozebeke - Boezinge pendant les années 1990, connue comme Vrijbosroute, et sur la section Kortemark - Westrozebeke in 2006.

### Gares
Seules les gares de Thourout, Kortemark et Ypres qui sont utilisées par des autres restent en service.
Les bâtiments principaux des gares de Sint-Jozef, Westrozebeke, Poelkapelle, Langemark et Boezinge existent toujours, également le hangar à marchandises de Staden.